# Albert Edward Munn
Pour les articles homonymes, voir Munn.
Albert Edward Munn (30 janvier 1865-22 février 1946) est un homme politique canadien de la Colombie-Britannique. Il est député fédérale libéral de la circonscription britanno-colombienne de Vancouver-Nord de 1930 à 1935.
Il est aussi député provincial libéral de la circonscription britanno-colombienne de Lillooet de 1924 à 1928.

## Biographie
Né à Trafalgar Township (en) dans le Canada-Ouest, Munn étudie à Otterville (en) en Ontario. Il entame une carrière publique en servant comme conseiller municipal d'Orillia pendant deux ans. Il s'installe ensuite en Colombie-Britannique
m. 4 January 1892.
Munn meurt en février 1946 à l'âge de 81 ans.